# Ключі (Алапаєвський міський округ)
Ключі́ (рос. Ключи) — присілок у складі Алапаєвського міського округу (Верхня Синячиха) Свердловської області.
Населення — 197 осіб (2010, 227 у 2002).
Національний склад населення станом на 2002 рік: росіяни — 98 %.